# Ronald Mehlich
Ronald Marek Mehlich (ur. 26 września 1969 w Strzelcach Opolskich, zm. 26 grudnia 2023 w Opolu) – polski lekkoatleta, płotkarz.

## Osiągnięcia
5-krotny mistrz Polski seniorów. Trzykrotnie na stadionie w biegu na 110 metrów przez płotki (1994, 1995 i 1997) oraz dwukrotnie w hali na 60 metrów przez płotki (1997 i 1998). Wszystkie te tytuły zdobył reprezentując AZS AWF Katowice. Wielokrotnie reprezentował Polskę na międzynarodowych imprezach, jednak bez medalowych zdobyczy, zajął 8. miejsce podczas Halowych Mistrzostw Europy (Walencja 1998). Nauczyciel akademicki AWF Katowice. Jego brat - Krzysztof był również przez lata czołowym polskim płotkarzem i także naucza w tej katowickiej uczelni.

## Rekordy życiowe
- bieg na 60 metrów przez płotki (hala) – 7,61 s. (1998)
- bieg na 110 metrów przez płotki – 13,44 s. (7 czerwca 1997, Katowice) – 8. wynik w historii polskiej lekkoatletyki[4]